# 金忠家族墓葬群
29°43′48.0″N 121°38′25.2″E / 29.730000°N 121.640333°E
金忠家族墓葬群是明永乐年间兵部尚书金忠及其亲属的墓葬，位于中国浙江省宁波市鄞州区东钱湖镇境内，茶亭村后百步山东坡。被列入文物保护单位的墓葬包含金忠墓、白云公墓、赵太君墓和金宪一墓四座墓葬。金忠家族墓葬群于2010年被评选为宁波市第三次全国文物普查“百大新发现”，2011年列入第六批浙江省文物保护单位，2013年列入第七批全国重点文物保护单位。

## 墓主生平
金忠生于浙江行省宁波府鄞县韩岭村（今属宁波市鄞州区东钱湖镇），曾替兄长补戍通州，因家贫，路费由袁珙资助，后因擅长使用《易经》算卦，由姚廣孝推荐给燕王担任右长史。朱棣即帝位后，金忠先后升任工部右侍郎、东宫辅佐，后担任兵部尚书，卒于永乐十三年（1415年）。洪熙元年，追贈榮祿大夫少師，谥忠襄。
金忠有一兄长名华，因金忠守通州有功，明成祖欲推恩授其官职，但金华推辞不接受，欲赠送其金綺，同样不接受，成祖称其为迂叟，乡人称其为“白云先生”。金忠之父为金宪一，因金忠而追赠榮祿大夫兵部尚书。金忠继配夫人为赵太君，曾为诰封太夫人，育有独子金达，曾任翰林检讨、給事中等职，以刚直敢言著称。

## 墓葬形制

金忠家族墓分布图

金忠家族墓葬群位于百步山上，靠近钱湖十景中的“百步耸翠”。墓葬群中的金忠墓、白云公墓、赵太君墓和金宪一墓形制较为相近，均由神道、平台、牌坊和墓室组成，墓前有牌坊，碑文两侧有牡丹、祥云等明代典型风格的装饰。
金忠墓依山而建，面朝东北，长33.25米，宽11.3米。墓前牌坊已无坊，仅存立柱。墓碑刻有“明兵部尚书追赠荣禄忠襄金忠之墓”，碑文左右有勾藤图案，碑两侧有莲望柱。墓冢圆形，周边由条石砌筑，顶部压顶石已散落。距墓道北30米处有“明故政大夫兵部尚书兼詹事府詹事金公墓志碑”一通，碑文由翰林学士楊士奇撰写，赞颂金忠的功绩，碑额为篆书，碑文为正楷，当地人称“尚书坟头”。
白云公墓距金忠墓100米，为金忠兄长金华的墓葬。墓葬长20米，宽7.5米，墓碑刻有“明赐白云迂叟墓”字样，两侧有莲望柱。墓冢圆形，周边为乱石砌，压顶石已散落。
赵太君墓为金忠继配夫人赵太君与金忠独子金达的合葬墓，为宁波地区为数不多的母子合葬墓。墓葬位于金忠墓北80米，长13.9米，宽10.2米，墓前有残缺牌坊立柱两根，墓碑刻“明诰封太夫人赵太君暨男大中大夫都转运盐使谦谦齐金公墓”。墓冢圆形，周围为乱石砌，压顶石已散落。
金宪一墓位于赵太君墓之上，为长方形，长9.8米，宽6.85米。墓前牌坊仅存二柱。墓碑刻有“明诰赠荣禄大夫兵部尚书宪一金公墓”字样，正中有双狮捧球浮雕，墓碑两侧有莲望柱。墓圈为条石砌成，压顶石尚存。
白云公墓正前方分布有两排17座小型墓葬，民间传说为金忠其他家族成员的墓葬，但墓碑已残损，无法分辨。

## 保护
金忠家族墓葬群对金忠一生及其家族史的研究具有参考价值，也是明初“简葬”之风的体现，其中的金忠墓于1994年11月以“金忠墓及墓志碑”的名义被列入鄞县文物保护单位。2009年，在第三次全国文物普查中，金宪一等金忠家族成员墓地也被发现。2011年，金忠家族墓葬群中保存较好的金忠墓、白云公墓、赵太君墓和金宪一墓以“东钱湖墓群”的名义被列入浙江省文物保护单位，2013年被列入第七批全国重点文物保护单位，并入第五批全国重点文物保护单位“东钱湖石刻”。墓葬群西百步山山顶、东侧水稻田、南侧白虎山山脊、北侧青龙山山脊合围的区域为建设控制地带。当地政府对墓葬群实施24小时电子监控以防止盗窃和破坏文物。

## 图片

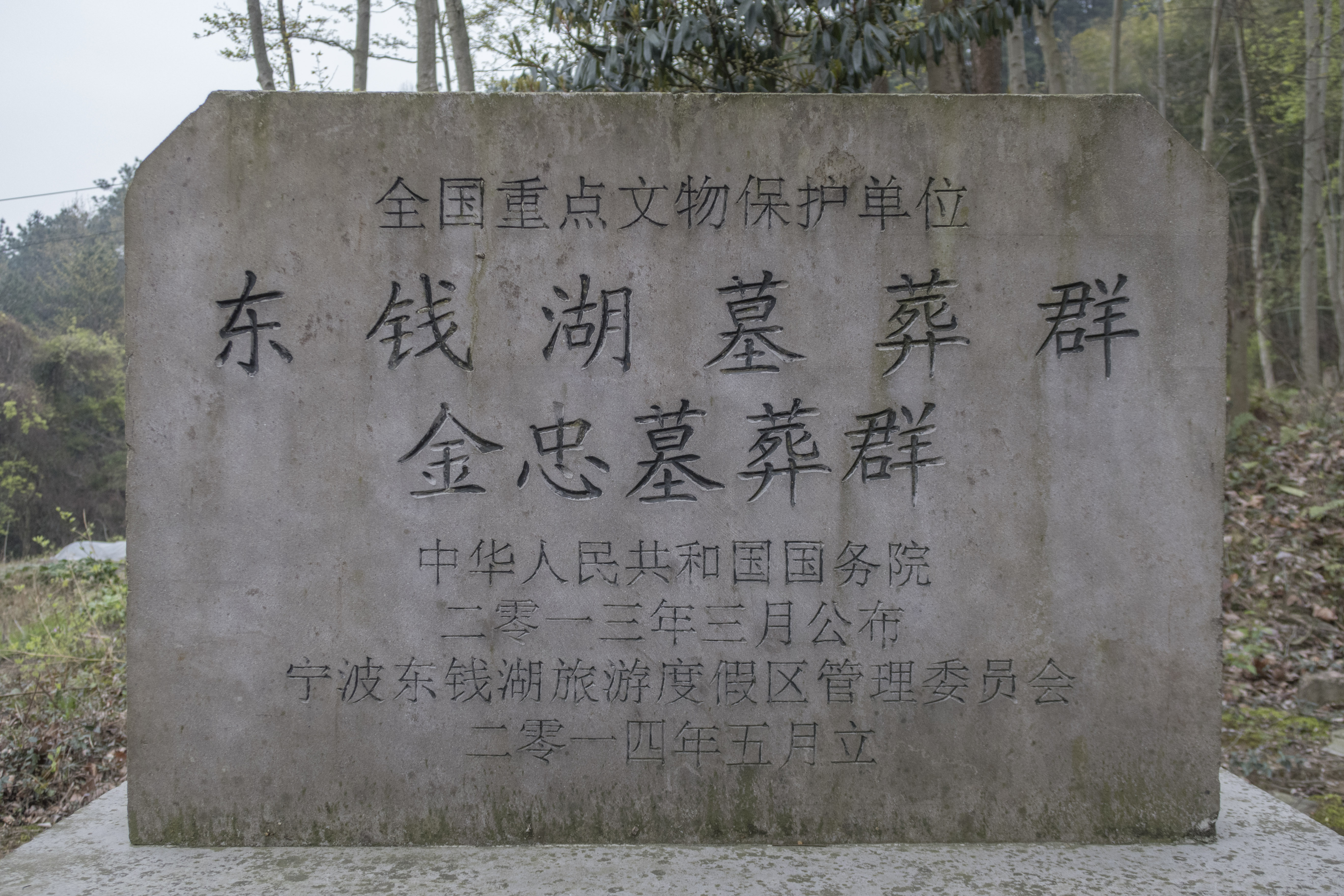
文保碑
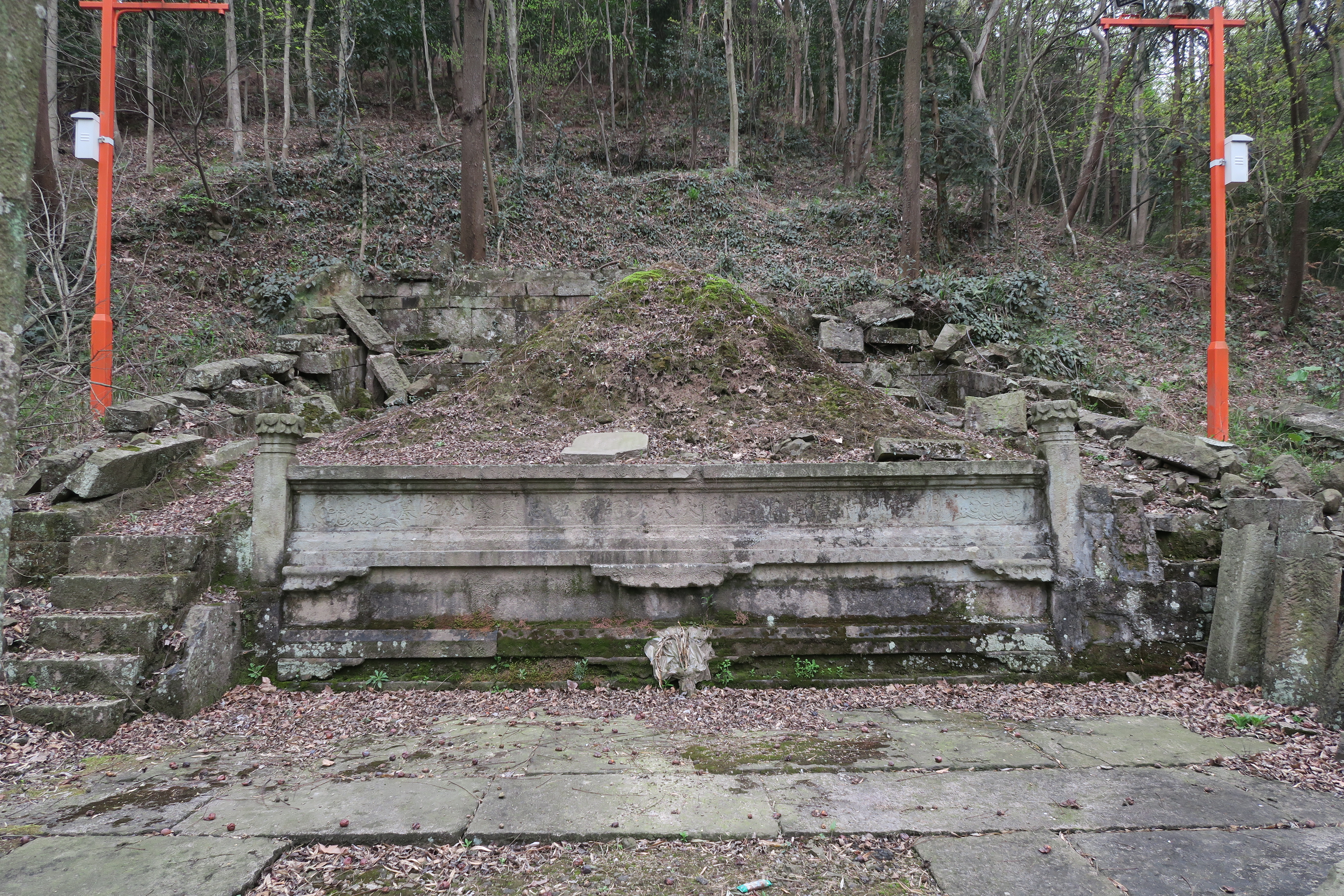
金忠墓
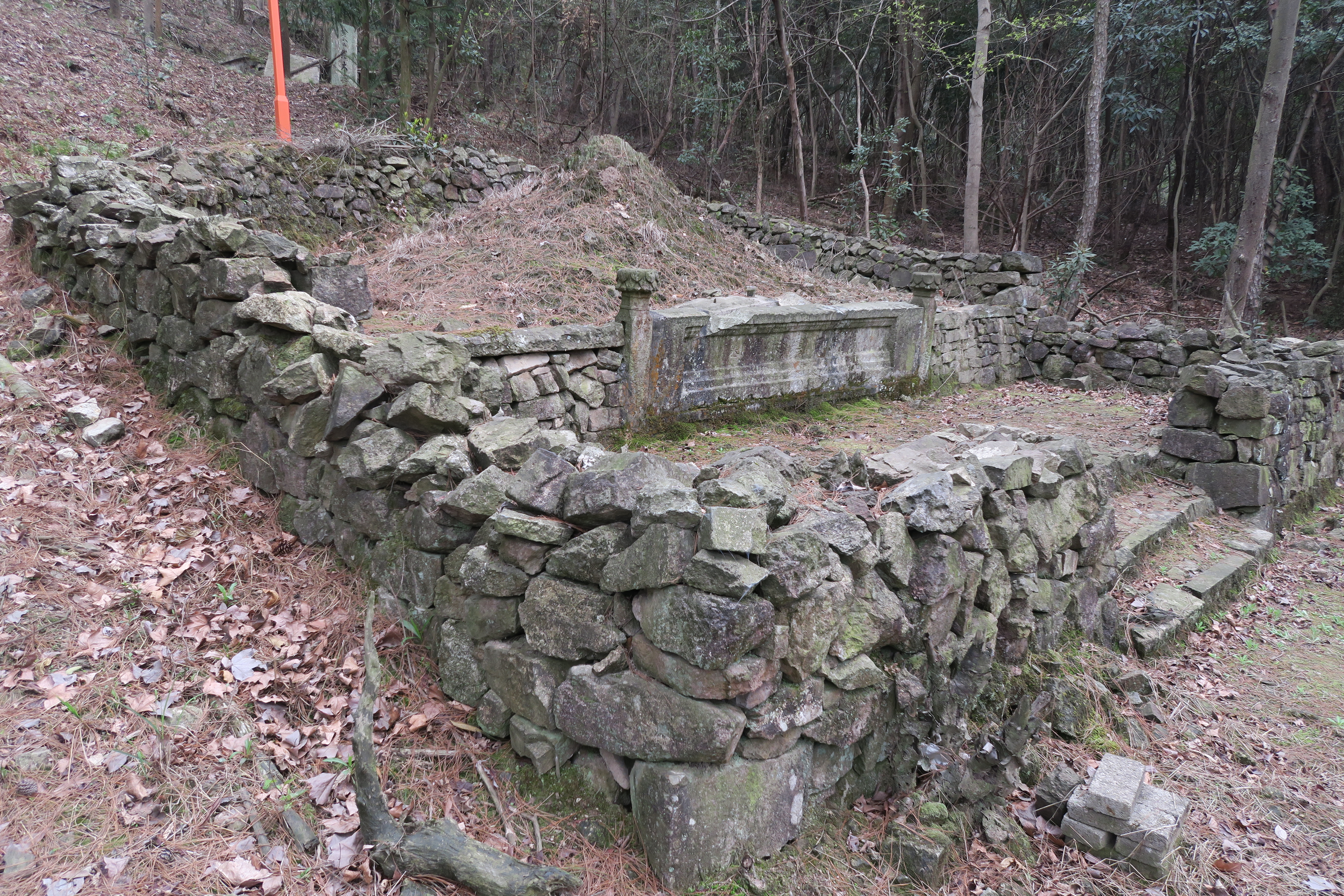
白云公墓
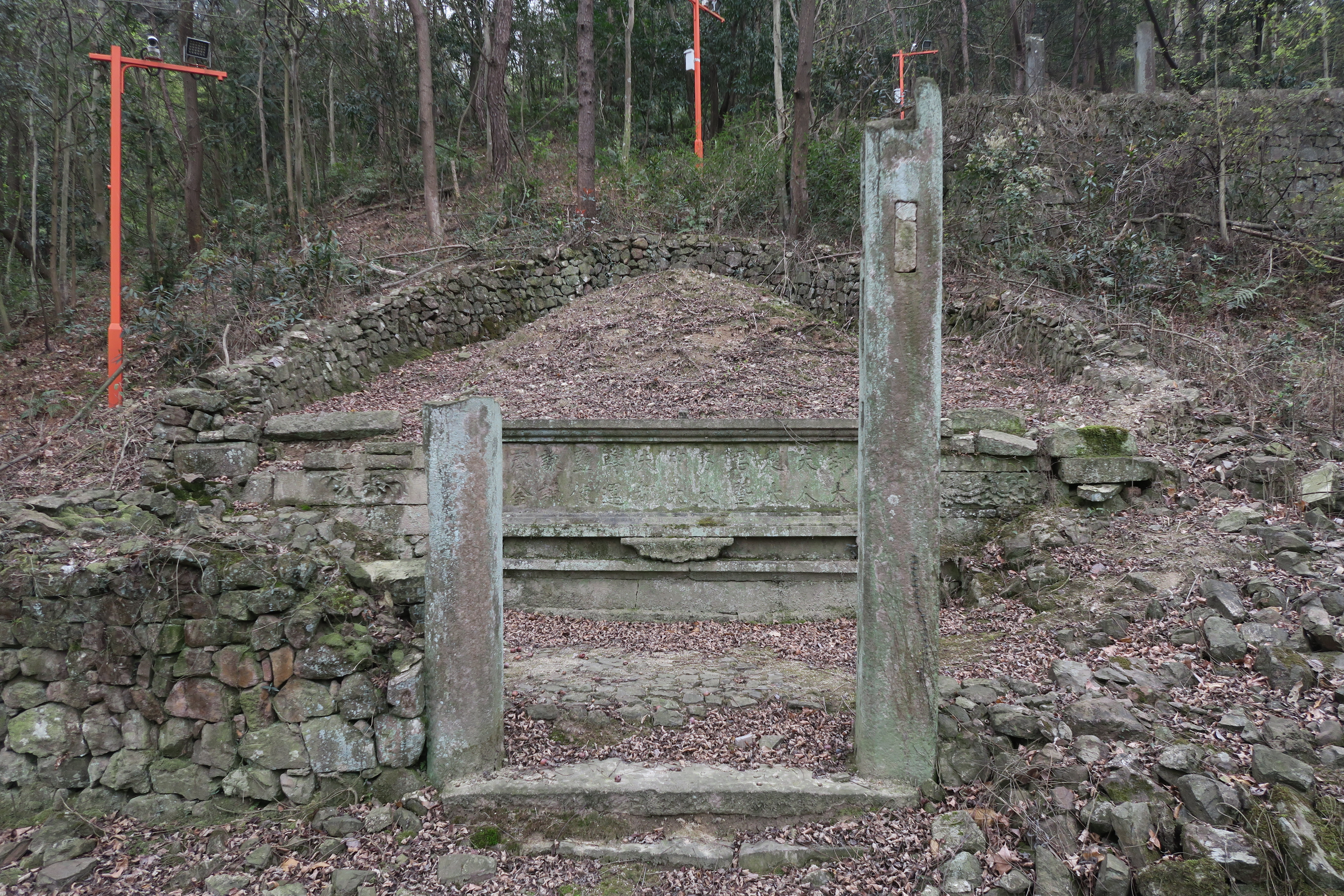
赵太君墓
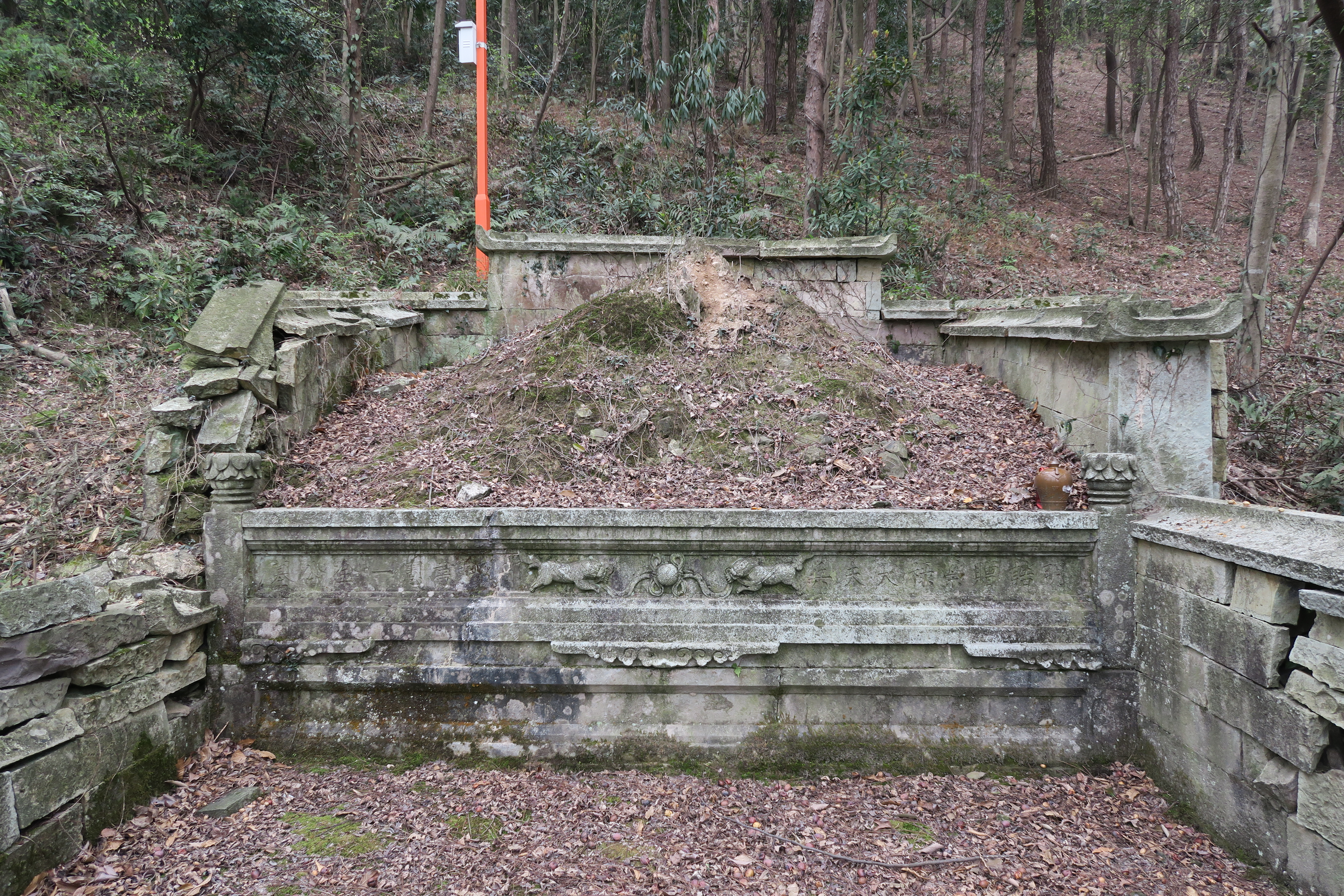
金宪一墓